# William C. Maybury
William Cotter Maybury (ur. 20 listopada 1848 w Detroit, Michigan; zm. 6 maja 1909 tamże) – amerykański polityk i adwokat.

## Życiorys
Maybury urodził się w Detroit jako syn Thomasa i Margarety, był jednym z ośmiu dzieci (również kuzynem Williama H. Maybury). Maybury chodził do szkól publicznych. Ukończył liceum "Old Capital High School" w 1866, później studiował prawo i literaturę w Uniwersytecie Michigan. Studiowanie działu naukowego skończył 1870, dział prawa natomiast 1871. Po ukończeniu studiów dołączył do kancelarii prawnej, gdzie pracował parę lat.
Po rzuceniu pracy w kancelarii prawnej został pierwszy raz wybrany w roku 1875 jako prokurator miasta Detroit. W 1880 został wybrany profesorem w prawoznawstwie dla kolegium medycyny Michigan. W 1882 został wybrany jako demokrata do izby Kongresu Stanów Zjednoczonych w Michigan, jak i ponownie w 1884 gdzie w czasie swojej dwuletniej kadencji Maybury zasponsorował projekt budowy mostu "Belle Isle bridge" oraz pierwszy budynek federalny miasta Detroit. Po dwóch latach, Maybury zdecydował wrócić do swojej legalnej profesji prawnika.
W 1897 ponownie zajął się polityką. W tym samym roku został wybrany 45. burmistrzem Detroit jako następca Williama Richerta. To stanowisko obejmował przez cztery kolejne kadencje do roku 1905. W czasie jego zarządu miasto Detroit obchodziło uroczystość dwieście-lecia. W 1901 Maybury został uhonorowany przez francuski rząd tytułem "Chevalier of the Legion of Honor of France". Pod jego rządem: znacznie rozszerzono sieć kanalizacyjną, postawiono więcej oświetlenia publicznego jak i ulic i chodników, powiększono parki publiczne oraz place zabaw, jak również zoo "Belle Isle Aquarium".
W roku 1898, Maybury nagrodził Henriego Forda patentem za zbudowanie gaźnika.

Do końca swego życia, Maybury był kawalerem. Maybury zmarł 6 maja 1909 w Detroit. Pogrzebany został na cmentarzu Elmwood (Elmwood Cemetery; również w Detroit), jego ciało spoczęło w grobowcu rodzinnym. 

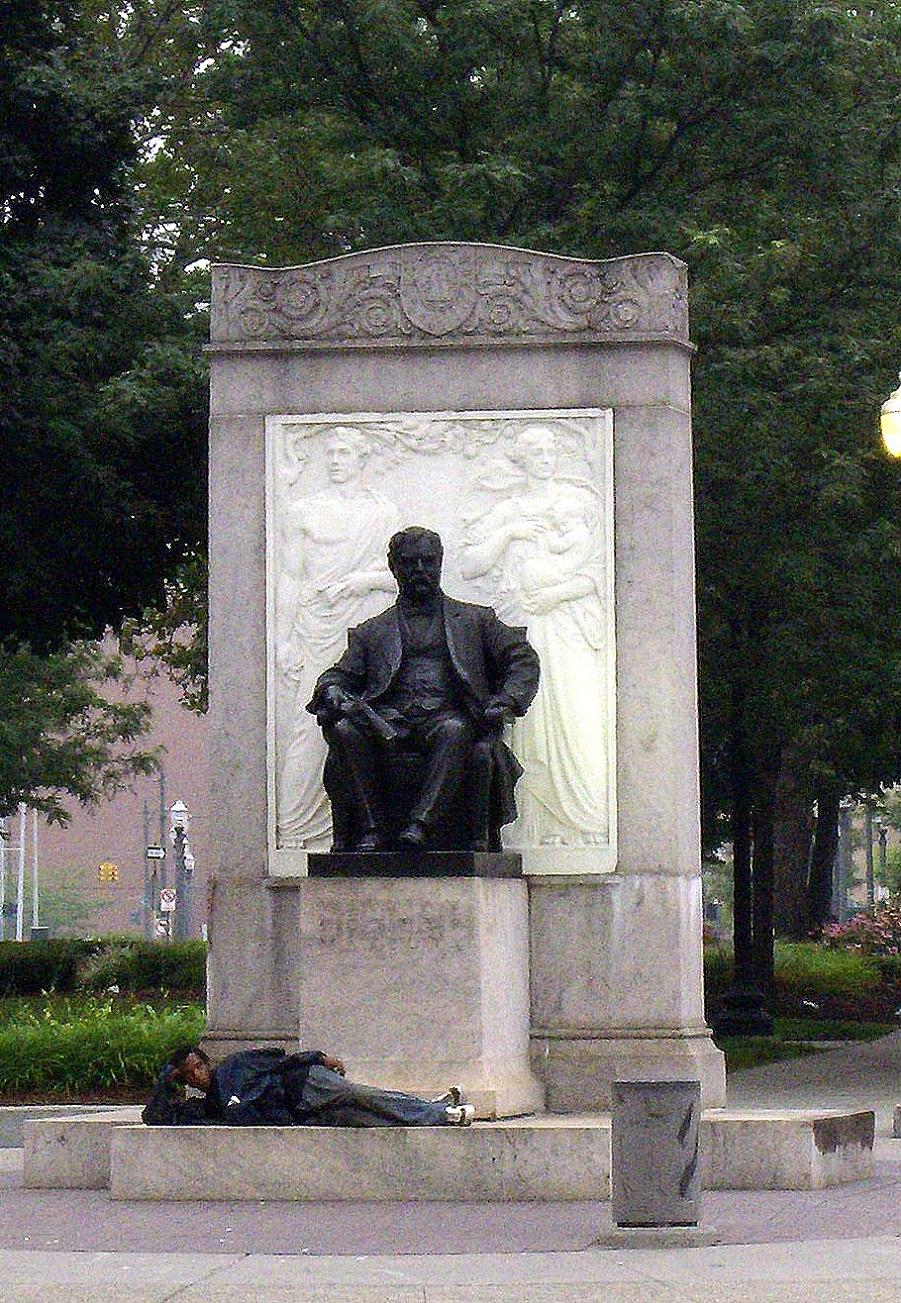
Posąg byłego burmistrza w parku Grand Circus, Detroit

Dla upamiętnienia śmierci burmistrza wybudowano w Grand Circus Park jego posąg za $22,000, którego wykonania podjął się Adolph Alexander Weinman. Sponsorem posągu została polityczna grupa przyjaciół Mayburiego, na czele której stał Fowle. Ceremonia odsłonięcia posągu odbyła się w 1912 roku.
Poza tym nazwano po Mayburym również szkołę w Detroit: "Maybury Elementary School".

## Detroit Century Box
Mam nadzieje że następne 100 lat, będą takie same.

-Jedno zdanie z listu Mayburiego, przetłumaczone na polski. 
Jednym z najsłynniejszych pomysłów Mayburiego była kapsuła czasu " Detroit Century Box", która zawierała między innymi zdjęcie Mayburiego oraz jego list z przepowiedniami dla miasta. Kapsuła została zapieczętowana o północy w Sylwestra 31 grudnia w roku 1900. Kapsułę otwarto ponownie po dokładnie stu latach, niedzielnej nocy 31 grudnia, 2000. Ten pomysł został powtórzony, 31 grudnia roku 2001 zamknięto następną kapsułę, która ma zostać otwarta za sto lat, w 2101 roku.